# Lago Borgne

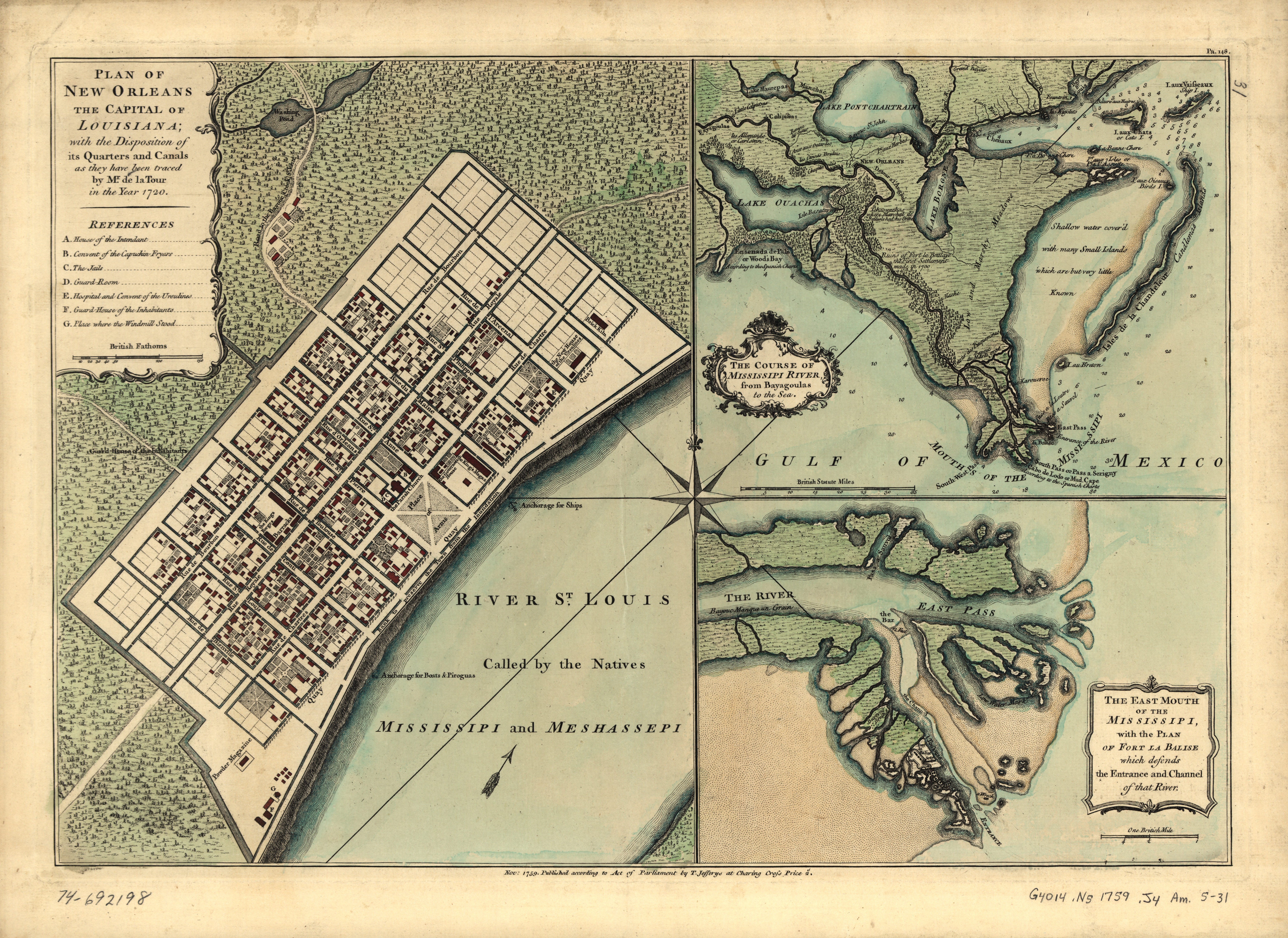
Mapa del lago

El lago Borgne (del inglés: Lake Borgne) es realmente una laguna estuarina o laguna costera ubicado al este del estado de Luisiana, Estados Unidos, que debido a la erosión costera, ya no es en realidad un lago, sino un brazo marino del golfo de México. Su nombre proviene de la palabra francesa borgne, que significa «tuerto».

## Cuenca
Forma una cuenca lacustre muy importante junto con los lagos Maurepas y Pontchartrain. Los lagos Maurepas y Pontchartrain están separados de tierra por puentes y diversos pantanos: el Pontchartrain está separado del Borgne por una lengua de tierra y pantanos salobre y por el lago St. Catherine. 
La cuenca lacustre tiene una extensión de 1956 km² de humedales, consistiendo en casi 156 km² de pantano fresco, 116 km² de pantano intermedio, 473 km² de pantano salobre, 340 km² de pantano salino, y 873 km² de pantano de ciprés.

## Pérdida de humedal
Desde 1932, más de 267 km² de pantano se han convertido en agua en la cuenca del lago Pontchartrain, esto es, el 22 % del pantano que existió en 1932. Las causas primarias de la pérdida del humedal en la cuenca son los efectos relacionados con las actividades humanas y los procesos del estuario que comenzaron a predominar hace muchos centenares de años, pues el delta fue abandonado.